# Juho Kuosmanen
Juho Kuosmanen (Kokkola, 30 de septiembre de 1979) es un director de cine, actor y guionista finlandés.Su primer largometraje, El día más feliz en la vida de Olli Mäki, (2016) fue premiado en la sección Un Certain Regard del Festival de Cine de Cannes de 2016.

## Trayectoria
Se graduó de la Escuela de Artes, Diseño y Arquitectura de la Universidad Aalto en 2014.Además de dirigir, Juho también ha actuado y dirigido teatro. Ha mantenido una estrecha colaboración con el West Coast Kokkola Opera y con Sakari Oramo y Santtu-Matias Rouvali. 
Su película de graduación titulada The Painting Sellers, fue nominada a cinco premios de la Academia de cine finlandesa. (escenografía, guion, mejor actriz, mejor director, mejor película). La película también ganó el primer premio de la Cinéfondation en el Festival de Cine de Cannes en 2010.
Kuosmanen actuó en la trilogía de Leea Klemola, en "Kokkola" y "New Karleby", ambas representadas en el Teatro Tampere en Tampere, Finlandia. 
Su primer largometraje, El día más feliz en la vida de Olli Mäki, se proyectó en la sección Un Certain Regard del Festival de Cine de Cannes de 2016, donde ganó el máximo premio. El proyecto se desarrolló a través del programa Script&Pitch de TorinoFilmLab en 2014. La película también ganó el Gran Premio a del Festival Internacional de Cine de San Juan de Luz.
En 2021, su película Compartment No. 6 compartió el Gran Premio de Cannes (el segundo premio del festival) con A Hero, de Asghar Farhadi.
Con el proyecto Yours, Margot se incorpora a la dirección de series de televisión. La serie, de ocho capítulos, ambientada en el Berlín Oriental, ganó el premio de desarrollo en la sección Seriesmakers  del Festival de Series Mania 2023.
En 2024 presenta Silent Trilogy (Trilogía silenciosa) película en la que Kuosmanen rinde homenaje al cine mudo. Para ello recupera tres cortos: Romu-Mattila and a Beautiful Woman (2012), en el que un viudo se ve obligado a desprenderse de sus posesiones materiales; The Moonshiners (2017) trata de un par de destiladores de licores en desgracia y su cerdo de confianza, perseguidos por la policía; y A Planet Far Away (2023) relata la excéntrica odisea de un farero a través del espacio y el tiempo. La película cierra el Festival Internacional de Cine de Gijón FICX62.

## Filmografía
Dirección:
- Roadmarkers (2007) corto
- Citizens (2008) corto
- The painting sellers (2010) mediometraje 58'
- Scrap-Mattila and the beautiful woman. (2012) mediometraje 30'[16]
- Pony freak (2013) corto

- El día más feliz en la vida de Olli Mäki (2016) largometraje
- Moonshiners (2017) corto 10'
- Kakarat (2020) serie de TV, dirección episodios del 1 al 4 de la primera temporada)[17]
- Compartmento nº6 (2021)
- A distant planet (2023) corto 16'[18]
- Alice & Jack (serie de TV, 2024)
- Yours, Margot (serie TV en producción)
- Silent Trilogy  (2024) 59'

## Premios y reconocimientos
Por El día más feliz en la vida de Olli Mäki (2016)
- Mejor película. Festival de Cannes. Una cierta mirada
- European Film Awards. Descubrimiento del año.
- Mejor película internacional. Festival de Zurich
- Gran Premio a del Festival Internacional de Cine de San Juan de Luz

Por Compartment No. 6 (2021)
- Gran Premio del Jurado. Festival de Cannes
- Nominada a los Globos de Oro como mejor película de habla no inglesa
- Premio mejor actor en el Festival de Valladolid - SEMINCI